# Nodozana pyrophora
Nodozana pyrophora là một loài bướm đêm thuộc phân họ Arctiinae, họ Erebidae.